# Скайлайн-Трейл (Національний парк Верховини Кейп-Бретона)

Панорама Стежки Кабота зі Скайлайн-Трейлу, 2018

Скайлайн-Трейл (англ. Skyline Trail) — це семикілометрова звивиста пішохідна стежка в національному парку Верховини Кейп-Бретона у Новій Шотландії, Канада. Маршрут розташований на західній стороні стежки Кабота, поблизу вершини гори Френч-Маунтен. Ця стежка добре відома своїми мальовничими краєвидами, а також фатальним нападом койота на співачку Тейлор Мітчелл у 2009 році. З 11:00 до 15:00 зазвичай буває багато туристів, тому найкраще здійснити похід до або після цих годин. Для здійснення походу потрібна перепустка у парк, оскільки стежка знаходиться на території національному парку Кейп-Бретон-Гайлендс. З собаками на стежку виходити заборонено.
Стежка являє собою петлю, яка приблизно на половині шляху йде по дерев'яному настилу. Перша половина стежки дуже доглянута та практично доступна для інвалідних візків. Друга половина петлі - це легка пішохідна стежка по кам'янистій місцевості та луках. З дощатої доріжки в середині стежки відкривається вид на Кабот-Трейл і океан. Уздовж стежки є кілька інтерпретаційних панелей. На цій стежці туристи неодноразово бачили лосів східних і чорних ведмедів. Сули атлантичні пролітають над узбережжям попри стежку, а біля берега пливуть кити малі, тюлені звичайні та гренландські,  горбаті кити, фінвали, білобокі дельфіни, сейвали, фоцени, тев'яки довгоморді та гринди.

## Відновлення бореального лісу
У 2015 році природоохоронці побудували на стежці вольєри площею два гектари, коли Парки Канади розпочали свій проєкт із відновлення бореального лісу в національному парку. Більше як п'ятдесяти семи тисяч дерев було висаджено в цій огорожі та навколо неї, щоб утримати насадження від поїдання підростаючих дерев лосями.